# Peter Pan (bande dessinée)
Pour les articles homonymes, voir Peter Pan (homonymie).
Peter Pan est une série de bande dessinée en six volumes de Régis Loisel éditée par Vents d'Ouest de 1990 à 2004.

## Historique
Régis Loisel envisage dès 1985, après une rencontre avec l'elficologue Pierre Dubois, de réaliser une bande dessinée sur Peter Pan. Mais il doit attendre 1987, année où le personnage de J. M. Barrie tombe dans le domaine public, pour commencer son projet. Il décide de s'intéresser à la jeunesse de Peter, dans un Londres à l'ambiance dickensienne, et de raconter son arrivée au Pays imaginaire. On peut considérer la série comme une préquelle sombre et violente de l'œuvre du romancier, bien éloignée de l'imagerie traditionnelle véhiculée par le film de 1953 des studios Disney.

## Synopsis
L'histoire débute en 1887 : le jeune Peter se bat pour survivre entre une mère alcoolique et les faubourgs misérables de Londres. Son imagination et les contes du vieux Mr. Kundal sont les seuls instants de bonheur qu'il peut s'offrir au milieu de la misère et de l'absurdité du monde des adultes. Tout bascule le jour où il rencontre une petite fée égarée, Clochette, qui vient pour l'emmener dans son monde imaginaire. Là-bas il rencontrera des fées, des lutins, des sirènes, des indiens, un capitaine que l'on n'appelle pas encore Crochet et un jeune satyre nommé Pan.
L'idée centrale du Peter Pan de Régis Loisel est celle que ce jeune satyre est en fait l'incarnation des croyances du passé, basée sur l'imaginaire enfantin, ce qui fait de lui la représentation même de la future personnalité de Peter Pan.

## Les personnages
- Clochette : Petite fée potelée, c'est elle qui permet à Peter de voler pour voyager entre Londres et l'île imaginaire. Elle est coquette, très jalouse et encore plus susceptible.
- Peter : Le héros de l'histoire. Il est de nature insouciante, vaniteuse, et prétentieuse, et déborde d'imagination. il entraîne ses amis dans des aventures périlleuses. Enfant d'abord miséreux, qui voit son monde bouleversé grâce à son arrivée au pays imaginaire, il voue une haine intense envers les adultes, ceux de Londres lui ayant infligé les pires tourments.
- Mr. Kundal : Sorte de père adoptif pour Peter, il lui donne goût à l'aventure grâce aux récits mythologiques qu'il lui conte. Gravement malade, il meurt dans le tome 5.
- Pan : Leader des créatures de l'île, il initie Peter aux mystères et dangers de l'île. Il succombe à une balle tirée par Crochet dans le tome 4. Peter, en hommage à sa mémoire, ajoutera son nom au sien.
- Crochet : Capitaine des Pirates, obsédé par la recherche de son Trésor, violent, affolé à la vue de son propre sang ; il entretient des relations ambigües avec Peter. On apprend d'ailleurs dans le tome 5 qu'il est son père biologique.
- Monsieur Mouche : C'est le bras droit de Crochet et, avec lui, le seul pirate dont on connaisse le nom.

## Les albums
- 1 Londres, Vents d'Ouest, novembre 1990
Scénario, dessin et couleurs : Régis Loisel -  (ISBN 2-86967-577-1)
- 2 Opikanoba, Vents d'Ouest, septembre 1992
Scénario, dessin et couleurs : Régis Loisel -  (ISBN 2-86967-191-1)
- 3 Tempête, Vents d'Ouest, novembre 1994
Scénario, dessin et couleurs : Régis Loisel -  (ISBN 2-86967-292-6)
- 4 Mains rouges, Vents d'Ouest, septembre 1996
Scénario, dessin et couleurs : Régis Loisel -  (ISBN 2-86967-520-8)
- 5 Crochet, Vents d'Ouest, janvier 2001
Scénario, dessin et couleurs : Régis Loisel -  (ISBN 2-86967-849-5)
- 6 Destins, Vents d'Ouest, octobre 2004
Scénario, dessin et couleurs : Régis Loisel -  (ISBN 2-7493-0127-0)

## Film en prise de vues réelles
Régis Loisel a été convaincu par le jeune réalisateur Nicolas Duval, et lui a donné son accord, pour réaliser un court-métrage de 35 minutes.
Selon le succès de celui-ci, un projet complet verra le jour ou non.

## Prix
- 1992 :
- Alph'Art du public au festival d'Angoulême pour Londres[4]
- Prix Max et Moritz de la meilleure publication de bande dessinée en allemand pour Londres
- 1995 : Alph'Art du public au festival d'Angoulême pour Tempête[4]